# Saint-Marcellin-en-Forez
 Saint-Marcellin-en-Forez  es una población y comuna francesa, situada en la región de Ródano-Alpes, departamento de Loira, en el distrito de Montbrison y cantón de Saint-Just-Saint-Rambert.

## Demografía
| 1915 | 2096 | 2312 | 2931 | 3133 | 3373 |
| Para los censos de 1962 a 1999 la población legal corresponde a la población sin duplicidades (Fuente: INSEE [Consultar]) |      |      |      |      |      |